# Àcid floionòlic
L'àcid floionòlic, de nom sistemàtic àcid (9R,10R)-9,10,18-trihidroxioctadecanoic, és un àcid carboxílic de cadena lineal amb devuit àtoms de carboni, amb tres grups funcionals hidroxil, {\displaystyle {\ce {C-OH}}}, als carbonis 9, 10 i 18, la qual fórmula molecular és {\displaystyle {\ce {C18H36O5}}}. En bioquímica és considerat un àcid gras rar.

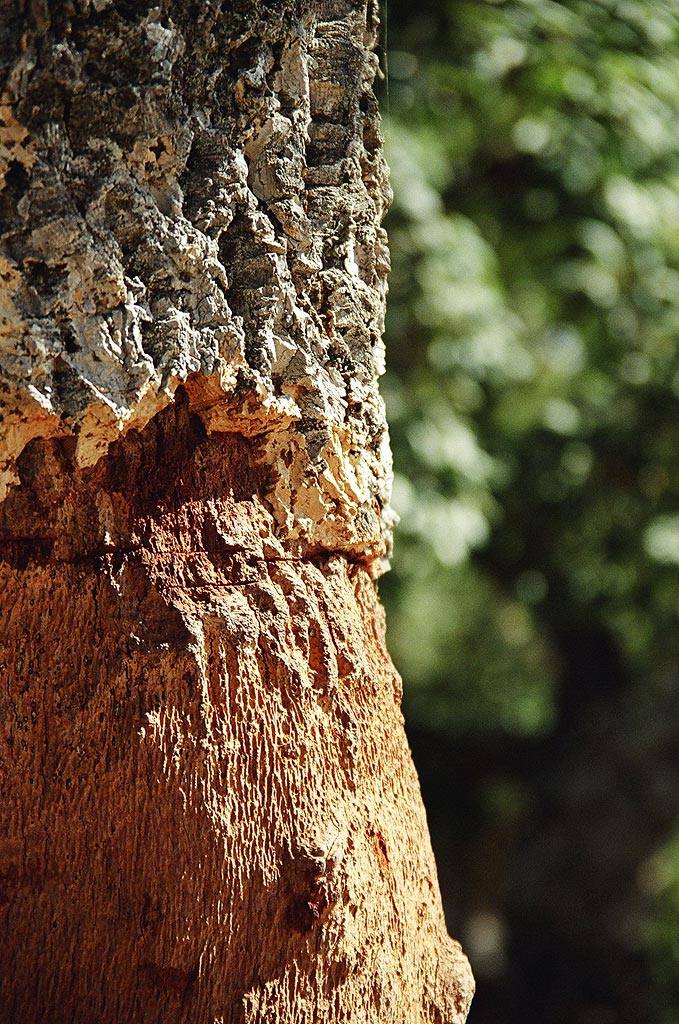
L'escorça de la surera s'arranca per fer suro

A temperatura ambient és un sòlid el qual punt de fusió es troba entre 104 i 105 °C. Fou aïllat per primera vegada el 1931 del suro pels químics Fritz Zetzsche (1892-1945) i Moritz Bähler. L'etimologia de floionòlic prové del grec φλοιός, phloiós, escorça, -ol del fet que conté grups hidroxil i -ic perquè és un àcid carboxílic. Posteroiorment, el 1967, també fou aïllat de les llavors de Chamaepeuce afra o Ptilostemon afer, una espècie de card estelat, l'oli de les quals en conté entre un 9 i un 14 %.